# AFC Challenge Cup
Der AFC Challenge Cup war ein im Zweijahres-Rhythmus von der Asian Football Confederation (AFC) ausgetragenes Fußball-Turnier für die Nationalmannschaften aus den leistungsschwächeren Ländern des Kontinents. Die erste Austragung fand 2006 in Bangladesch statt. Seit 2008 waren die jeweiligen Sieger der beiden letzten Ausspielungen für die alle vier Jahre stattfindende Asienmeisterschaft qualifiziert. Rekordsieger mit zwei Titeln ist Nordkorea.
Die erste Austragung fand noch mit 16 Mannschaften statt, die in vier Gruppen mit vier Mannschaften die acht Teilnehmer der K.-o.-Runde ermittelten. Ab der zweiten Austragung nahmen nur noch acht Mannschaften teil und es wurde eine Qualifikation vorgeschaltet, in der sich auch der spätere Gastgeber qualifizieren musste, aber einige Mannschaften direkt für die Endrunde qualifiziert waren. 2014 wurde der Gastgeber vorher festgelegt und musste sich nicht mehr qualifizieren.
Wegen der Erhöhung der Zahl der Endrundenteilnehmer der Asienmeisterschaft von 16 auf 24 und der Zusammenlegung der ersten  beiden Qualifikationsrunden zur Asienmeisterschaft mit der WM-Qualifikation wird der Wettbewerb nicht mehr ausgetragen.

## Die Turniere im Überblick
| Jahr | Gastgeber   | Finale        | Finale               | Finale        | Spiel um Platz drei | Spiel um Platz drei  | Spiel um Platz drei |
| Jahr | Gastgeber   | Sieger        | Ergebnis             | Zweiter Platz | Dritter Platz       | Ergebnis             | Vierter Platz       |
| ---- | ----------- | ------------- | -------------------- | ------------- | ------------------- | -------------------- | ------------------- |
| 2006 | Bangladesch | Tadschikistan | 4:0                  | Sri Lanka     |                     | nicht ausgetragen    |                     |
| 2008 | Indien      | Indien        | 4:1                  | Tadschikistan | Nordkorea           | 4:0                  | Myanmar             |
| 2010 | Sri Lanka   | Nordkorea     | 1:1 n. V., 5:4 i. E. | Turkmenistan  | Tadschikistan       | 1:0                  | Myanmar             |
| 2012 | Nepal       | Nordkorea     | 2:1                  | Turkmenistan  | Philippinen         | 4:3                  | Palästina           |
| 2014 | Malediven   | Palästina     | 1:0                  | Philippinen   | Malediven           | 1:1 n. V., 8:7 i. E. | Afghanistan         |